# Mausoléo
 Mausoléo  là một xã ở tỉnh Haute-Corse trên đảo Corse, Pháp. Xã này có diện tích 19,43 km², dân số năm 1999 là 11 người. Khu vực này có độ cao 720 mét trên mực nước biển.